# Joachim Gruber
Joachim Gruber (Ansbach, 17 giugno 1937) è un filologo classico tedesco.

## Biografia
Dal 1956 al 1961, Gruber studiò filologia classica, germanistica e indoeuropeistica all'Università di Erlangen e all'Università di Amburgo. Nel 1961 sostenne l'esame di stato e fu promosso. Negli anni 1962-1963 lavorò sul Thesaurus Linguae Latinae, fu praticante aggiunto al Theresiengymnasium di Monaco di Baviera e dal 1965 docente al Ohm-Gymnasium di Erlangen. Nel 1968 accettò una proposta dell'Università di Erlangen, dove nel 1974 ottenne l'abilitazione. Dal 1990 fino al suo pensionamento nel 2000 fu docente di filologia classica alla Università di Monaco.

## Studi
Gruber si occupò soprattutto di alcuni autori della letteratura latina tardo-romana (Ausonio, Boezio, Claudiano, panegiristi), specialmente nel loro contesto storico-culturale, e studiò la geografia, la topografia e l'urbanistica dei paesi dell'area mediterranea ritenendo che abbiano influito sulla letteratura antica; si occupò inoltre della letteratura umanistica tedesca in lingua latina, soprattutto di Conrad Celtis e delle Epistolae obscurorum virorum.